# Spagettiwesternek listája
A Spagettiwesternek listája  olasz vadnyugati filmeket tartalmazza.
| Cím                                                                            | Rendező                                         | Gyártási év |
| ------------------------------------------------------------------------------ | ----------------------------------------------- | ----------- |
| Félelem Oklahomában (Il Terrore dell'Oklahoma)                                 | Mario Amendola                                  | 1959        |
| Tierra Brutal/Savage Guns                                                      | Michael Carreras                                | 1961        |
| Kettő egymás ellen (Due contro tutti)                                          | Alberto De Martino és Antonio Momplet           | 1962        |
| Zorro árnya (L'Ombra di Zorro)                                                 | Joaquín Luis Romero Marchent                    | 1962        |
| Zorro, a kalandor (La Venganza del Zorro)                                      | Joaquín Luis Romero Marchent                    | 1962        |
| Duello nel Texas                                                               | Ricardo Blasco                                  | 1963        |
| A bosszú fia (El Sabor de la venganza)                                         | Joaquín Luis Romero Marchent                    | 1963        |
| Tres hombres buenos                                                            | Joaquín Luis Romero Marchent                    | 1963        |
| Zorro a fekete lovas (Il Segno del coyote)                                     | Mario Caiano                                    | 1963        |
| Il Segno di Zorro                                                              | Mario Caiano                                    | 1963        |
| A fegyveres sírja (La Tumba del pistolero)                                     | Amando de Ossorio                               | 1964        |
| A halál órája (Antes llega la muerte)                                          | Joaquín Luis Romero Marchent                    | 1964        |
| A Vadnyugat rosszfiúi (I Magnifici brutos del West)                            | Marino Girolami                                 | 1964        |
| Billy a kölyök (Fuera de la ley)                                               | León Klimovsky                                  | 1964        |
| Casa Grande revolverhősei (Gunfighters of Casa Grande)                         | Roy Rowland                                     | 1964        |
| Egy maréknyi dollárért (Per Un Pugno Di Dollari)                               | Sergio Leone                                    | 1964        |
| El Hombre de la diligencia                                                     | José María Elorrieta                            | 1964        |
| Hét puska Texasból (Antes llega la muerte)                                     | Joaquín Luis Romero Marchent                    | 1964        |
| Heten Texasból (Antes llega la muerte)                                         | Joaquín Luis Romero Marchent                    | 1964        |
| I Due violenti                                                                 | Primo Zeglio                                    | 1964        |
| Jim az egyetlen (Jim il primo)                                                 | Sergio Bergonzelli                              | 1964        |
| Két maffiózó a messzi Vadnyugaton (Due mafiosi nel Far West)                   | Giorgio Simonelli                               | 1964        |
| L' Uomo della valle maledetta                                                  | Siro Marcellini                                 | 1964        |
| Le Pistole non discutono                                                       | Mario Caiano                                    | 1964        |
| Lovaglás és halál (Cavalca e uccidi)                                           | José Luis Borau és Mario Caiano                 | 1964        |
| Relevo para un pistolero                                                       | Ramón Torrado                                   | 1964        |
| Sámson és az inkák kincse (Sansone e il tesoro degli Incas)                    | Pierro Pierotti                                 | 1964        |
| Koporsó a seriffnek (Una Bara per lo sceriffo)                                 | Mario Caiano                                    | 1965        |
| A fegyveres fia (Son of a Gunfighter)                                          | Paul Landres                                    | 1965        |
| A mohikánok veszte (Uncas, el fin de una raza)                                 | Mateo Cano                                      | 1965        |
| Adios Gringo!                                                                  | Giorgio Stegani                                 | 1965        |
| All'ombra di una colt                                                          | Giovanni Grimaldi                               | 1965        |
| Arizonai fegyveresek városa (Los Pistoleros de Arizona)                        | Alfonso Balcázar                                | 1965        |
| Aventuras del Oeste                                                            | Joaquín Luis Romero Marchent                    | 1965        |
| Buffalo Bill, a messzi Vadnyugat hőse (Buffalo Bill, l'eroe del far west)      | Mario Costa                                     | 1965        |
| Colorado Charlie                                                               | Roberto Mauri                                   | 1965        |
| Custer tábornok két lovasa (I Due sergenti del generale Custer)                | Giorgio Simonelli                               | 1965        |
| Die Hölle von Manitoba                                                         | Sheldon Reynolds                                | 1965        |
| Egy colt a sötétben (All'ombra di una colt)                                    | Giovanni Grimaldi                               | 1965        |
| Egy férfi Kanyon városból (L'Uomo che viene da Canyon City)                    | Alfonso Balcázar                                | 1965        |
| El Proscrito del río Colorado                                                  | Maury Dexter                                    | 1965        |
| Ezüst egydolláros (Un Dollaro bucato)                                          | Giorgio Ferroni                                 | 1965        |
| Gli Eroi di Fort Worth                                                         | Alberto De Martino                              | 1965        |
| Gli Uomini dal passo pesante                                                   | Albert Band és Mario Sequi                      | 1965        |
| I Quattro inesorabili                                                          | Primo Zeglio                                    | 1965        |
| Il Piombo e la carne                                                           | Marino Girolami                                 | 1965        |
| Johnny West (Johnny West il mancino)                                           | Gianfranco Parolini                             | 1965        |
| Los Cuatreros                                                                  | Ramón Torrado                                   | 1965        |
| Los Pistoleros de Arizona                                                      | Alfonso Balcázar                                | 1965        |
| Mészárlás a Grand Kanyonnál (Massacro al Grande Canyon)                        | Sergio Corbucci                                 | 1965        |
| Mészárlás Fort Grant mellett (Fuerte perdido)                                  | José María Elorrieta                            | 1965        |
| Minnesota Clay                                                                 | Sergio Corbucci                                 | 1965        |
| Ocaso de un pistolero                                                          | Rafael Romero Marchent                          | 1965        |
| Oklahoma John                                                                  | Jaime Jesús Balcázar és Roberto Bianchi Montero | 1965        |
| Pár dollárral többért (Per Qualche Dollaro In Più)                             | Sergio Leone                                    | 1965        |
| Perché uccidi ancora                                                           | José Antonio de la Loma és Edoardo Mulargia     | 1965        |
| Pisztolyt Ringónak (Una Pistola Per Ringo)                                     | Duccio Tessari                                  | 1965        |
| Ringó visszatér (Il Ritorno di Ringo)                                          | Duccio Tessari                                  | 1965        |
| Rio Grande-i fegyveres (Desafío en Río Bravo)                                  | Tulio Demicheli                                 | 1965        |
| Százezer dollár Ringoért (Centomila dollari per Ringo)                         | Alberto De Martino                              | 1965        |
| Tre Dollari Di Piombo                                                          | Pino Mercanti                                   | 1965        |
| 100.000 dollari per Lassiter                                                   | Joaquín Luis Romero Marchent                    | 1966        |
| A colt az én törvényem (La Ley del Colt)                                       | Alfonso Brescia                                 | 1966        |
| A halál útja Laredoban (Tre pistole contro Cesare)                             | Enzo Peri                                       | 1966        |
| A Jó, a Rossz és a Csúf (Il Buono, Il Brutto, Il Cattivo)                      | Sergio Leone                                    | 1966        |
| A kegyetlenek (I Crudeli)                                                      | Sergio Corbucci                                 | 1966        |
| A mészárlás ideje (Tempo Di Massacro)                                          | Lucio Fulci                                     | 1966        |
| A texasi (The Texican)                                                         | Lesley Selander                                 | 1966        |
| Brady aranya (Thompson 1880)                                                   | Guido Zurli                                     | 1966        |
| Cuatro dólares de venganza                                                     | Jaime Jesús Balcázar                            | 1966        |
| Degueyo                                                                        | Giuseppe Vari                                   | 1966        |
| Dinamit Jim (Dinamite Jim)                                                     | Alfonso Balcázar                                | 1966        |
| Django                                                                         | Sergio Corbucci                                 | 1966        |
| Django, csak a colt a barátja (Django spara per primo)                         | Alberto De Martino                              | 1966        |
| Due once di piombo                                                             | Maurizio Lucidi                                 | 1966        |
| Durr, durr... és csók (Kiss Kiss... Bang Bang)                                 | Duccio Tessari                                  | 1966        |
| El Chuncho, Quien Sabe?                                                        | Damiano Damiani                                 | 1966        |
| El Cisco                                                                       | Sergio Bergonzelli                              | 1966        |
| El Precio De Un Hombre                                                         | Eugenio Martín                                  | 1966        |
| Férfi aranypisztollyal (L'Uomo dalla pistola d'oro)                            | Alfonso Balcázar                                | 1966        |
| Fort Yuma aranya (Per pochi dollari ancora)                                    | Giorgio Ferroni                                 | 1966        |
| Gyorsabb a golyónál (Ringo del Nebraska)                                       | Antonio Román                                   | 1966        |
| Hét nagyszerű puska (Sette magnifiche pistole)                                 | Romolo Guerrieri                                | 1966        |
| I Cinque della vendetta                                                        | Aldo Florio                                     | 1966        |
| I Tre del Colorado                                                             | Amando de Ossorio                               | 1966        |
| Il Pistolero Di Arizona                                                        | Michele Lupo                                    | 1966        |
| Isten hírével Gringo (Vaya con dios gringo)                                    | Edoardo Mulargia                                | 1966        |
| Jenki (Yankee)                                                                 | Tinto Brass                                     | 1966        |
| Jesse James fia (Solo contro tutti)                                            | Antonio del Amo                                 | 1966        |
| Johnny Oro                                                                     | Sergio Corbucci                                 | 1966        |
| Johnny Ringo meggyilkolása (Uccidete Johnny Ringo)                             | Gianfranco Baldanello                           | 1966        |
| La Resa dei conti                                                              | Sergio Sollima                                  | 1966        |
| Las, Malditas pistolas de Dallas                                               | José María Zabalza                              | 1966        |
| A mesztic (Mestizo)                                                            | Julio Buchs                                     | 1966        |
| Navajo Joe                                                                     | Sergio Corbucci                                 | 1966        |
| Négy dollár a bosszúért (Cuatro dólares de venganza)                           | Jaime Jesús Balcázar                            | 1966        |
| Per Il Gusto Di Uccidere                                                       | Tonino Valerii                                  | 1966        |
| Per mille dollari al giorno                                                    | Silvio Amadio                                   | 1966        |
| Per un dollaro di gloria                                                       | Fernando Cerchio                                | 1966        |
| Pochi Dollari Per Django                                                       | León Klimovsky                                  | 1966        |
| Ramón, a mexikói (Ramon il Messicano)                                          | Maurizio Pradeaux                               | 1966        |
| Ringo bosszúja (3 colpi di Winchester per Ringo)                               | Emimmo Salvi                                    | 1966        |
| Ringo két fia (I Due figli di Ringo)                                           | Giorgio Simonelli és Giuliano Carnimeo          | 1966        |
| Sette magnifiche pistole                                                       | Romolo Guerrieri                                | 1966        |
| Sugar Colt                                                                     | Franco Giraldi                                  | 1966        |
| Százezer dollár Lassiterrért (100.000 dollari per Lassiter)                    | Joaquín Luis Romero Marchent                    | 1966        |
| Texas Adios (Texas Adiós)                                                      | Ferdinando Baldi                                | 1966        |
| Sziklák vére (Un Fiume di dollari)                                             | Carlo Lizzani                                   | 1966        |
| Un Milione di dollari per sette assassini                                      | Umberto Lenzi                                   | 1966        |
| Sette Dollari Sul Rosso                                                        | Alberto Cardone                                 | 1966        |
| Tízezer dollár mészárlásra (10.000 Dollari Per Un Massacro)                    | Romolo Guerrieri                                | 1967        |
| A dollár két arca (Le Due facce del dollaro)                                   | Roberto Bianchi Montero                         | 1967        |
| A férfi aki megölte Billyt, a Kölyköt (El Hombre que mató a Billy el Niño)     | Julio Buchs                                     | 1967        |
| A harag napjai (I Giorni Dell'Ira)                                             | Tonino Valerii                                  | 1967        |
| A Szép, a Gonosz és a Bolond (Il Bello, il brutto, il cretino)                 | Giovanni Grimaldi                               | 1967        |
| Aki apa és anya nélkül született (El Desperado)                                | Franco Rossetti                                 | 1967        |
| Az erőszak napja (I Giorni della violenza)                                     | Alfonso Brescia                                 | 1967        |
| Bandidos                                                                       | Massimo Dallamano                               | 1967        |
| Bill il taciturno                                                              | Massimo Pupillo                                 | 1967        |
| Buckaroo                                                                       | Adelchi Bianchi                                 | 1967        |
| Clint az idegen (Clint el solitario)                                           | Alfonso Balcázar                                | 1967        |
| Cjamango                                                                       | Edoardo Mulargia                                | 1967        |
| Con lui cavalca la morte                                                       | Giuseppe Vari                                   | 1967        |
| Dio Li Crea… Io Li Ammazzo                                                     | Paolo Bianchini                                 | 1967        |
| Dinamit Joe (Joe l'implacabile)                                                | Antonio Margheriti                              | 1967        |
| Django fia (Il Figlio di Django)                                               | Osvaldo Civirani                                | 1967        |
| Dove si spara di più                                                           | Gianni Puccini                                  | 1967        |
| Durr, Durr Kölyök (Bang Bang Kid)                                              | Giorgio Gentili és Luciano Lelli                | 1967        |
| Due rrringos nel Texas                                                         | Marino Girolami                                 | 1967        |
| Egy fegyveres balladája (Ballata per un pistolero)                             | Alfio Caltabiano                                | 1967        |
| El Hombre que mató a Billy el Niño                                             | Julio Buchs                                     | 1967        |
| El Rojo                                                                        | Leopoldo Savona                                 | 1967        |
| Fattyú John (John il bastardo)                                                 | Armando Crispino                                | 1967        |
| Gentleman Joe (Gentleman Jo... uccidi)                                         | Giorgio Stegani                                 | 1967        |
| Ha élsz, lőj! (Se Sei Vivo Spara!)                                             | Guilio Questi                                   | 1967        |
| Halált, vagy meghalsz (Uccidi o muori)                                         | Tanio Boccia                                    | 1967        |
| Hét winchester mészárlásra (Sette winchester per un massacro)                  | Enzo G. Castellari                              | 1967        |
| I Lunghi giorni della vendetta                                                 | Florestano Vancini                              | 1967        |
| I Lunghi giorni dell'odio                                                      | Gianfranco Baldanello                           | 1967        |
| Il Tempo degli avvoltoi                                                        | Nando Cicero                                    | 1967        |
| Isten megbocsát, én nem (Dio Perdona… Io No!)                                  | Giuseppe Colizzi                                | 1967        |
| Johnny Yuma                                                                    | Romolo Guerrieri                                | 1967        |
| Két kereszt Danger Pass mellett (Due croci a Danger Pass)                      | Rafael Romero Marchent                          | 1967        |
| Killer Calibro 32                                                              | Alfonso Brescia                                 | 1967        |
| Killer Kid                                                                     | Leopoldo Savona                                 | 1967        |
| La Più grande rapina del west                                                  | Maurizio Lucidi                                 | 1967        |
| Lola Colt                                                                      | Siro Marcellini                                 | 1967        |
| Nato per uccidere                                                              | Antonio Mollica                                 | 1967        |
| Nem halálos dollár nélkül (La Morte non conta i dollari)                       | Riccardo Freda                                  | 1967        |
| Non aspettare Django spara                                                     | Edoardo Mulargia                                | 1967        |
| Nyugodj békében! (Requiescant)                                                 | Carlo Lizzani                                   | 1967        |
| Odio per odio                                                                  | Domenico Paolella                               | 1967        |
| Pecos è qui: prega e muori                                                     | Maurizio Lucidi                                 | 1967        |
| Per 100,000 Dollari T'Ammazzo                                                  | Giovanni Fago                                   | 1967        |
| Póker pisztolyokkal (Un Poker di pistole)                                      | Giuseppe Vari                                   | 1967        |
| Professionisti per un massacro                                                 | Nando Cicero                                    | 1967        |
| Ramon és a banditák (L'Ultimo Killer)                                          | Giuseppe Vari                                   | 1967        |
| Rick és John (Ric e Gian alla conquista del West)                              | Osvaldo Civirani                                | 1967        |
| Ringo Il Volto Della Vendetta                                                  | Mario Caiano                                    | 1967        |
| La Grande notte di Ringo                                                       | Mario Maffei                                    | 1967        |
| Rita a Vadnyugat réme (Rita nel West)                                          | Ferdinando Baldi                                | 1967        |
| Sette donne per i MacGregor                                                    | Franco Giraldi                                  | 1967        |
| Straniero… fatti il segno della croce!                                         | Demofilo Fidani                                 | 1967        |
| Szemtől szemben (Faccia a faccia)                                              | Sergio Sollima                                  | 1967        |
| Un Dollaro Tra I Denti                                                         | Luigi Vanzi                                     | 1967        |
| Un Hombre y un colt                                                            | Tulio Demicheli                                 | 1967        |
| Un Treno per Durango                                                           | Mario Caiano                                    | 1967        |
| Un Uomo, Un Cavallo                                                            | Luigi Vanzi                                     | 1967        |
| Vado... L'ammazzo E Torno                                                      | Enzo G. Castellari                              | 1967        |
| Voltati... ti uccido                                                           | Alfonso Brescia                                 | 1967        |
| Wanted Johnny Texas                                                            | Emimmo Salvi                                    | 1967        |
| Wanted                                                                         | Giorgio Ferroni                                 | 1967        |
| Húszezer dollár hétért (20.000 dollari sul 7)                                  | Alberto Cardone                                 | 1968        |
| …e venne il tempo di uccidere                                                  | Enzo Dell'Aquila                                | 1968        |
| A cowboy száz halottja (Una Pistola per cento bare)                            | Umberto Lenzi                                   | 1968        |
| A csodálatos texasi (Il Magnifico Texano)                                      | Luigi Capuano                                   | 1968        |
| A halál csöndje (Il Grande Silenzio)                                           | Sergio Corbucci                                 | 1968        |
| A halál zaja (Carogne si nasce)                                                | Alfonso Brescia                                 | 1968        |
| A mészárlás hosszú napja (Il Lungo giorno del massacro)                        | Alberto Cardone                                 | 1968        |
| A vadnyugat mocskos története (Quella sporca storia nel west)                  | Enzo G. Castellari                              | 1968        |
| A zsoldos (Il Mercenario)                                                      | Sergio Corbucci                                 | 1968        |
| All'ultimo sangue                                                              | Paolo Moffa                                     | 1968        |
| Anche nel west c'era una volta Dio                                             | Marino Girolami                                 | 1968        |
| Az Isten, az Ördög és a winchester között (Anche nel west c'era una volta Dio) | Marino Girolami                                 | 1968        |
| Az utolsó számlát te fizeted (Al Di Là Della Legge)                            | Giorgio Stegani                                 | 1968        |
| Bosszú El Pasóban (I Quattro Dell'Ave Maria)                                   | Giuseppe Colizzi                                | 1968        |
| Chiedi perdono a Dio… non a me                                                 | Vincenzo Musolino                               | 1968        |
| Ciccio perdona… Io no!                                                         | Marcello Ciorciolini                            | 1968        |
| Cimitero Senza Croci                                                           | Robert Hossein                                  | 1968        |
| Corri uomo corri                                                               | Sergio Sollima                                  | 1968        |
| Crisantemi per un branco di carogne                                            | Sergio Pastore                                  | 1968        |
| Egy idegen Paso Bravóban (Uno Straniero a Paso Bravo)                          | Salvatore Rosso                                 | 1968        |
| Egy szép női csillag története (Il Mio corpo per un poker)                     | Piero Cristofani és Lina Wertmüller             | 1968        |
| Ezer pofon ajándékba (Oggi A Me… Domani A Te!)                                 | Tonino Cervi                                    | 1968        |
| Fehér komancs (Comanche blanco)                                                | José Briz Méndez                                | 1968        |
| Férfi a férfihoz (Da Uomo A Uomo)                                              | Giulio Petroni                                  | 1968        |
| Giarrettiera Colt                                                              | Gian Rocco                                      | 1968        |
| Giurò… e li uccise ad uno ad uno                                               | Guido Celano                                    | 1968        |
| Három ezüst dolláros (Dai nemici mi guardo io!)                                | Mario Amendola                                  | 1968        |
| I Nipoti di Zorro                                                              | Marcello Ciorciolini                            | 1968        |
| Il Momento Di Uccidere                                                         | Giuliano Carnimeo                               | 1968        |
| Il Suo nome gridava vendetta                                                   | Mario Caiano                                    | 1968        |
| Istenküldte puskás (Il Pistolero segnato da Dio)                               | Giorgio Ferroni                                 | 1968        |
| Joe a rosszarcú (Preparati La Bara!)                                           | Ferdinando Baldi                                | 1968        |
| Joe… cercati un posto per morire!                                              | Giuliano Carnimeo                               | 1968        |
| Joko invoca Dio… e muori                                                       | Antonio Margheriti                              | 1968        |
| Jöttem, láttam, lőttem (I Tre che sconvolsero il West - vado, vedo e sparo)    | Enzo G. Castellari                              | 1968        |
| Kármin és arany (L'Uomo, L'Orgoglio, La Vendetta)                              | Luigi Bazzori                                   | 1968        |
| Két pisztoly és egy gyáva (Il Pistolero segnato da Dio)                        | Giorgio Ferroni                                 | 1968        |
| Killer, adios                                                                  | Primo Zeglio                                    | 1968        |
| Kivégzés (Execution)                                                           | Domenico Paolella                               | 1968        |
| La Vendetta è il mio perdono                                                   | Roberto Mauri                                   | 1968        |
| L'Ira di Dio                                                                   | Alberto Cardone                                 | 1968        |
| Lo Straniero di silenzio                                                       | Luigi Vanzi                                     | 1968        |
| Lo Voglio Morto                                                                | Paolo Bianchini                                 | 1968        |
| Mindenki önmagáért (Ognuno per sé)                                             | Giorgio Capitani                                | 1968        |
| Mise egy gringóért (Réquiem para el gringo)                                    | Eugenio Martín és José Luis Merino              | 1968        |
| Odia il prossimo tuo                                                           | Ferdinando Baldi                                | 1968        |
| O'Hara kapitány titka (El Secreto del capitán O'Hara)                          | Arturo Ruiz Castillo                            | 1968        |
| Quanto Costa Morire                                                            | Sergio Merolle                                  | 1968        |
| Quién grita venganza?                                                          | Rafael Romero Marchent                          | 1968        |
| Quindici forche per un assassino                                               | Nunzio Malasomma                                | 1968        |
| Saguaro (Sapevano solo uccidere)                                               | Tanio Boccia                                    | 1968        |
| Sangue chiama sangue                                                           | Luigi Capuano                                   | 1968        |
| Se Incontri Sartana Prega Per La Tua Morte                                     | Gianfranco Parolini                             | 1968        |
| Se vuoi vivere... spara                                                        | Sergio Garrone                                  | 1968        |
| Sentenza Di Morte                                                              | Mario Lanfranchi                                | 1968        |
| Spara, Gringo, Spara!                                                          | Bruno Corbucci                                  | 1968        |
| T'ammazzo! - Raccomandati a Dio                                                | Osvaldo Civirani                                | 1968        |
| Tepepa, a hős bitang (Tepepa)                                                  | Giulio Petroni                                  | 1968        |
| Tre croci per non morire                                                       | Sergio Garrone                                  | 1968        |
| Tutto per tutto                                                                | Umberto Lenzi                                   | 1968        |
| Un Buco in fronte                                                              | Giuseppe Vari                                   | 1968        |
| Un Hombre vino a matar                                                         | León Klimovsky                                  | 1968        |
| Una Forca per un bastardo                                                      | Amasi Damiani                                   | 1968        |
| Uno a uno sin piedad                                                           | Rafael Romero Marchent                          | 1968        |
| Az egyik percben élsz, a másikban meghalsz (Un Minuto Per Pregare)             | Franco Giraldi                                  | 1968        |
| Uno Dopo L'Altro                                                               | Nick Nostro                                     | 1968        |
| Utolsó vérig (All'ultimo sangue)                                               | Paolo Moffa                                     | 1968        |
| Bosszú, bosszú ellen (Vendetta per vendetta)                                   | Mario Colucci                                   | 1968        |
| Vendo cara la pelle                                                            | Ettore Maria Fizzarotti                         | 1968        |
| Vivo per la tua morte                                                          | Camillo Bazzoni                                 | 1968        |
| Volt egyszer egy Vadnyugat (C'era Una Volta Il West)                           | Sergio Leone                                    | 1968        |
| A hatalom ára (Il Prezzo Del Potere)                                           | Tonino Valerii                                  | 1969        |
| A szakértő (Gli Specialisti)                                                   | Sergio Corbucci                                 | 1969        |
| Akik csizmában halnak meg (La Collina Degli Stivali)                           | Giuseppe Colizzi                                | 1969        |
| Ammazzali tutti e torna solo                                                   | Enzo G. Castellari                              | 1969        |
| Dio perdoni la mia pistola                                                     | Mario Gariazzo és Leopoldo Savona               | 1969        |
| Django a bandiata (Django Il Bastardo)                                         | Sergio Garrone                                  | 1969        |
| Dos hombres van a morir                                                        | Rafael Romero Marchent                          | 1969        |
| Due volte Giuda                                                                | Nando Cicero                                    | 1969        |
| Hé barátom, itt van Sabata (Ehi amico... c'é Sabata, hai chiuso!)              | Gianfranco Parolini                             | 1969        |
| Élve, de inkább holtan (Vivi o, preferibilmente, morti)                        | Duccio Tessari                                  | 1969        |
| Franco e Ciccio sul sentiero di guerra                                         | Aldo Grimaldi                                   | 1969        |
| Frontera al sur                                                                | José Luis Merino                                | 1969        |
| Gyűlölet az én istenem (L'Odio è il mio Dio)                                   | Claudio Gora                                    | 1969        |
| Halott cowboy nem cowboy (Garringo)                                            | Rafael Romero Marchent                          | 1969        |
| Holt, avagy élő (Quintana)                                                     | Vincenzo Musolino                               | 1969        |
| 20.000 dollari sporchi di sangue                                               | Alberto Cardone                                 | 1969        |
| I Vigliacchi Non Pregano                                                       | Mario Siciliano                                 | 1969        |
| Il Pistolero dell'Ave Maria                                                    | Ferdinando Baldi                                | 1969        |
| Két testvér, egy halál (Dos hombres van a morir)                               | Rafael Romero Marchent                          | 1969        |
| La Morte sull'alta collina                                                     | Fernando Cerchio                                | 1969        |
| La Taglia è tua... l'uomo l'ammazzo io                                         | Edoardo Mulargia                                | 1969        |
| Los Desperados                                                                 | Julio Buchs                                     | 1969        |
| Ötszemélyes hadsereg (Un Esercito Di Cinque Uomini)                            | Don Taylor                                      | 1969        |
| Pagó cara su muerte                                                            | León Klimovsky                                  | 1969        |
| Passa Sartana... è l'ombra della tua morte                                     | Demofilo Fidani                                 | 1969        |
| Quinto: non ammazzare                                                          | León Klimovsky                                  | 1969        |
| Sono Sartana, il vostro becchino                                               | Giuliano Carnimeo                               | 1969        |
| Sonora                                                                         | Alfonso Balcázar                                | 1969        |
| Száz puska (100 Rifles)                                                        | Tom Gries                                       | 1969        |
| Una Lunga Fila Di Croci                                                        | Sergio Garrone                                  | 1969        |
| Uno di più all'inferno                                                         | Giovanni Fago                                   | 1969        |
| Volt egyszer egy vad vadnyugat (C'era una volta questo pazzo pazzo west)       | Francesco Degli Espinosa                        | 1969        |
| Zorro a musztángok ura (El Zorro justiciero)                                   | Rafael Romero Marchent                          | 1969        |